# Phanoperla nervosa
Phanoperla nervosa är en bäcksländeart som beskrevs av Banks 1939. Phanoperla nervosa ingår i släktet Phanoperla och familjen jättebäcksländor. Inga underarter finns listade i Catalogue of Life.